# Воспроизведение (фильм)
«Воспроизведение» (англ. Playback) — американский фильм ужасов 2012 года, режиссёра Майкла Никлза.

## Сюжет
В основе данного фильма лежит рассказ о подростках, обучающихся в старших классах, которые вызывают к жизни демона, который нападает на своих жертв через видеозапись, во время просмотра и прокрутки.

## В ролях
- Джонни Пакар — Джулиан
- Тоби Хемингуэй — Куинн
- Эмбир Чайлдерс — Райли
- Дженнифер Миссони — Диди
- Джонатан Кельтц — Нейт
- Алессандра Торресани — Брианна
- Кристиан Слейтер — Фрэнк Лайонс

## Производство
Снимался в 2010, в основном в Гранд-Рапидсе, включая Каскейд, Ист-Гранд-Рапидс и Лоуэлл (все в Мичигане).
Фильм воспроизведение был показан только в одном кинотеатре. Фильм был объявлен самым низкокассовым фильмом 2012 года по версии en:Movieline, касса составила всего $264 от своего театрального выпуска, $252 на ночь его открытия и на $12 больше за первую неделю. Было продано 33 билета.